# Cieśniny tureckie

Cieśniny tureckie: Dardanele (na żółto), morze Marmara, Bosfor (na czerwono)

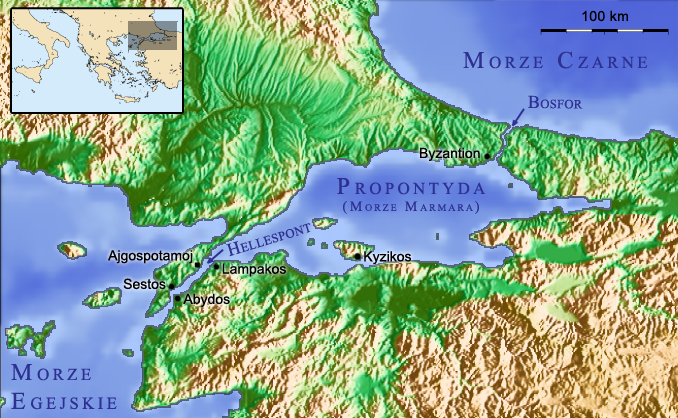
Cieśniny w starożytności

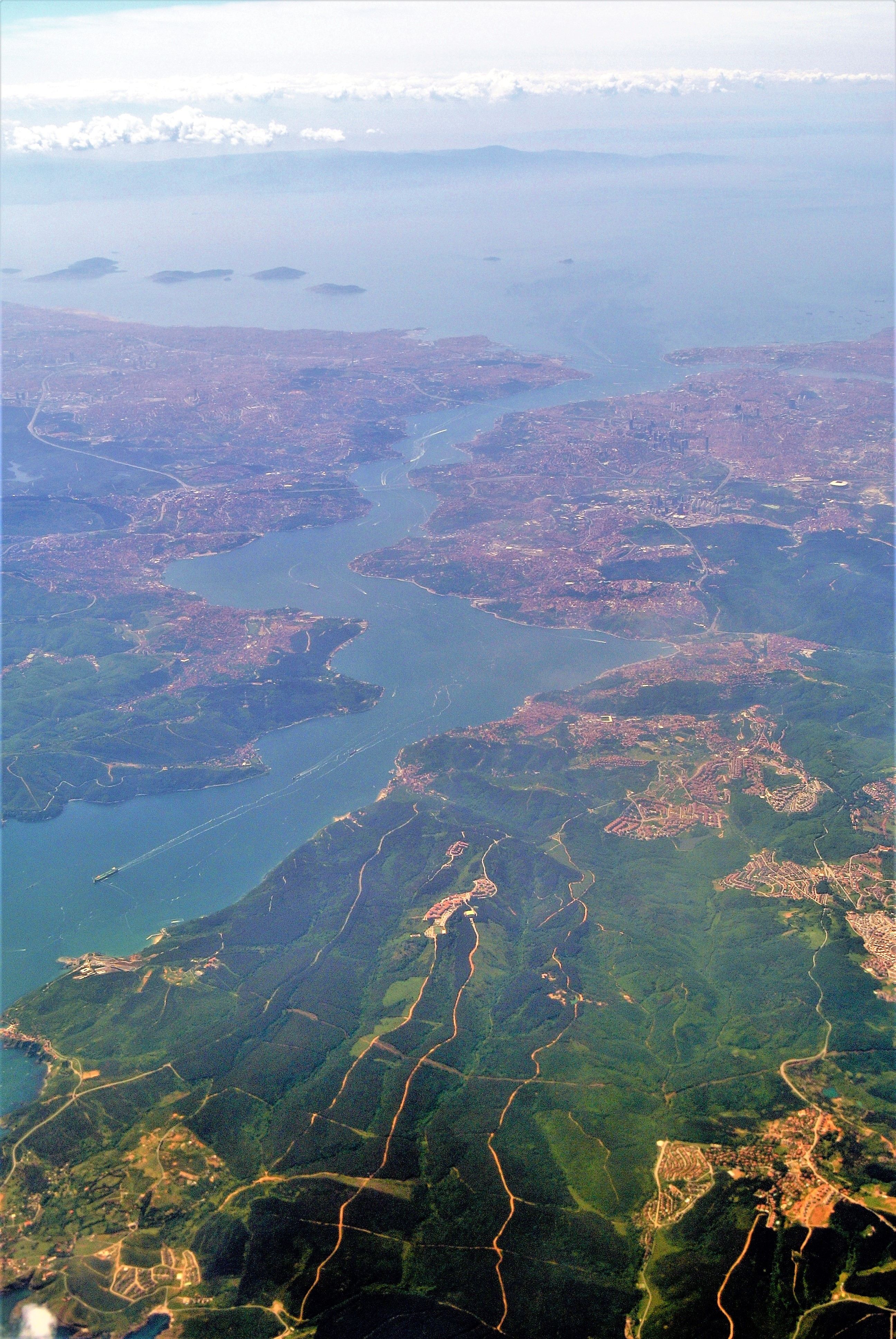
Bosfor

Cieśniny tureckie, cieśniny czarnomorskie – cieśniny Morza Śródziemnego w Turcji pomiędzy Azją Mniejszą a Tracją. Zbiorcza nazwa na: Dardanele, morze Marmara i Bosfor. Ich łączna długość wynosi 330 km.
Stanowią granicę pomiędzy Europą a Azją. Po obu stronach Bosforu i nad północną częścią morza Marmara rozpościera się największe i najludniejsze miasto Turcji – Stambuł, potężna metropolia już od czasów starożytnych (pierwotnie Bizancjum, a następnie Konstantynopol).
Cieśniny są ważnym szlakiem handlowym – jedynym połączeniem Morza Czarnego z Morzem Śródziemnym (poprzez Morze Egejskie). Od XIX wieku były przedmiotem rywalizacji pomiędzy Rosją, Turcją i mocarstwami zachodnimi. Prawo swobodnego przepływu statków handlowych przez cieśniny gwarantuje konwencja z Montreux.

## Historia
W starożytności Dardanele nosiło nazwę Hellespont, zaś morze Marmara – zwane było Propontydą lub Propontís. Już wówczas był to ważny szlak handlowy, szczególnie po podbojach Aleksandra Macedońskiego. W czasach rzymskich wybrzeża cieśnin i Propontydy stały się pomostem pomiędzy posiadłościami europejskimi a azjatyckimi Cesarstwa, a miasta tu położone – Nikomedia i Bizancjum urosły do rangi stolic Cesarstwa. Przez wieki tereny te należały do Cesarstwa Bizantyńskiego, a po jego upadku do Imperium Osmańskiego.
Kończący wojnę rosyjsko-turecką w latach 1768–1774 traktat w Küczük Kajnardży (1774) gwarantował m.in. prawo żeglugi floty rosyjskiej po Morzu Czarnym oraz wolnego przekraczania cieśnin tureckich przez rosyjskie statki handlowe,.
W XIX wieku strategicznym kierunkiem ekspansji Imperium Rosyjskiego były Bałkany, a zamiarem likwidacja państwa tureckiego i uczynienie Morza Czarnego wewnętrznym morzem rosyjskim oraz uzyskanie swobodnego dostępu do cieśnin tureckich. Traktat adrianopolski zawarty 14 września 1829 po VIII wojnie rosyjsko-tureckiej potwierdzał m.in. prawo przepływu przez Bosfor i Dardanele dla rosyjskich statków handlowych i wszystkich państw zaprzyjaźnionych z Turcją. Jeszcze większy wpływ na cieśniny zyskała Rosja w wyniku podpisanego w 1833 r. traktatu Unkiar-Iskielessi, uzyskując prawo ich przekraczania przez rosyjskie okręty wojenne przy równoczesnym zobowiązaniu się Turcji do niewpuszczania na Morze Czarne okrętów obcych. Przywileje z niego wynikające Rosjanie utracili w wyniku podpisania konwencji londyńskiej w 1841. Podpisane przez Wielką Brytanię, Francję, Austrię, Prusy i Rosję porozumienie zamykało cieśniny tureckie dla wszelkich okrętów wojennych, co faworyzowało Brytyjczyków kosztem Imperium Rosyjskiego.
Konflikt między Rosją a mocarstwami zachodnimi narastał i doprowadził do wybuchu wojny krymskiej (1853–1856), przegranej przez Rosję. Podpisany na jej zakończenie paryski traktat ogłaszał neutralność i zdemilitaryzowanie Morza Czarnego. Niektóre jego postanowienia zostały uchylone przez traktat londyński z 1871 – Rosja i Turcja otrzymały prawo utrzymywania flot wojennych na Morzu Czarnym, cieśniny tureckie pozostały jednak dla okrętów zamknięte.
W XX wieku Rosja wciąż usiłowała uzyskać dostęp do Morza Śródziemnego i jego szlaków handlowych (poprzez otwarcie korytarza przez Dardanele i Bosfor, kontrolowane przez Imperium Osmańskie) oraz pełnej władzy nad Morzem Czarnym, co było jedną z przyczyn wybuchu I wojny światowej w 1914. Po wybuchu wojny Turcja ogłosiła zamknięcie cieśnin i wypowiedziała wszystkie wcześniejsze układy ich dotyczące. W 1915 miała miejsce bitwa o Gallipoli.
Po I wojnie światowej oraz wojnie grecko-tureckiej (1919–1922) na mocy konwencji podpisanej na konferencji w Lozannie cieśniny tureckie zdemilitaryzowano i zezwolono na swobodny przepływ statków handlowych i okrętów wojennych wszelkich państw. Większość tych postanowień została anulowana w 1936 poprzez podpisanie konwencji z Montreux, która znosiła demilitaryzację i pozwalała Turcji na budowę infrastruktury wojskowej w obrębie cieśnin. Gwarantowała ona swobodę przepływu dla statków handlowych i cywilnych wszelkich bander. Turcji przysługuje kontrola okrętów wojennych pragnących przepłynąć przez Bosfor i Dardanele, przy czym uznano specjalne prawa dla państw czarnomorskich, ograniczono zaś dostęp dla okrętów innych państw.
Postanowienia konwencji z Montreux pozostają obowiązujące w XXI wieku.